# Jaktens Tid
Jaktens Tid (Tiempo de Caza) es un álbum folk metal de la banda finlandesa Finntroll. Fue editado en 2001 por Spinefarm.
El disco está considerado por muchos fanes de la banda como el trabajo más completo de la misma, mezclando matices del folk, black metal y de la música tradicional finlandesa, como el estilo de canto yoik.
La melodía principal de la canción VargTimmen está inspirada en Konvulsionslåten, una canción de Anders Norudde.
Hay una canción extra al final de la última pista: tras aproximadamente un minuto de silencio puede oírse una melodía de polka (la demo de Försvinn Du Som Lyser que aparece en el posterior disco de Visor om slutet). Se pueden distinguir guitarras acústicas, teclados y gente cantando borracha a voz en grito entre muchos más instrumentos y efectos sonoros.

## Lista de canciones
| N.º   | Título                                                         | Traducción                     | Duración                    |  |
| 1.    | «Krig (Intro)»                                                 | Guerra                         | 2:10                        |  |
| 2.    | «Födosagan» (Somnium)                                          | Historia de un Nacimiento      | 5:03                        |  |
| 3.    | «Slaget Vid Blodsälv» (Trollhorn)                              | La batalla del río sangriento  | 3:17                        |  |
| 4.    | «Skogens Hämnd» (Somnium/Trollhorn)                            | La Venganza del Bosque         | 4:06                        |  |
| 5.    | «Jaktens Tid» (Somnium)                                        | Tiempo de Caza                 | 3:34                        |  |
| 6.    | «Bakom Varje Fura» (Trollhorn)                                 | Tras cada Abeto                | 2:14                        |  |
| 7.    | «Kitteldags» (Somnium/Trollhorn)                               | La hora del caldero            | 2:05                        |  |
| 8.    | «Krigsmjöd» (Tundra/Trollhorn)                                 | Hidromiel de Guerra            | 3:10                        |  |
| 9.    | «VargTimmen» (T. Lundmark/Traditional) (cover de Hedningarna)) | La hora del lobo               | 3:30                        |  |
| 10.   | «Kyrkovisan» (Trollhorn)                                       | Canción de Iglesia             | 1:23                        |  |
| 11.   | «Den Hornkronte Konungen» (Trollhorn)                          | El rey de la Corona de Cuernos | 3:33                        |  |
| 12.   | «Aldhissla» (Somnium)                                          |                                | 6:27                        |  |
| 13.   | «Tomhet och Tystnad Härska» (Outro)                            | El vacío y silencio reinan     | 4:35 [2:26]                 |  |
| 14.   | «Försvinn Du Som Lyser (demo)» (Pista oculta)                  | Márchate, Tú Que Brillas       | 2:17 (0:30 silencio + 1:39) |  |
| 45:03 |                                                                |                                |                             |  |